# Konsulent (Berater)
Konsulent (auch Consulent) ist in Deutschland eine veraltete Bezeichnung für einen Berater, zumeist einen Anwalt als Rechtsberater von Firmen und anderen Institutionen (z. B. als Kammer-Consulent). Die Bezeichnung wurde überwiegend im 17. bis 19. Jahrhundert angewendet. Die Bezeichnung leitet sich von konsultieren (lat.) ab und bedeutet Rat einholen oder auch mit Partnern beratende Gespräche führen.

## Deutschland

### 17. bis 19. Jahrhundert
Bereits im 17. Jahrhundert findet sich die Bezeichnung Consulent für einen Rathgeber als Advocat oder später Anwalt. Der Kammer-Consulent oder Kámmer-Consulếnt wurde auch als Kammer-Advokat ausgewiesen.
So war z. B. im 17. Jahrhundert Matthew Hale auch der Consulent des Erzbischofs William Laud oder ein Johann Philipp Datt Consulent von Eßlingen, im 18. Jahrhundert war ein Franz Benda Consulent der Kaufmannschaft zu Landshut und Johann Friedrich Gruner auch Consistorialadvocat in Leipzig und Consulent der dortigen Handelsinnung sowie Johann Philipp Fresenius 1774 Rath und Consulent des Grafen von Görz. Im 19. Jahrhundert war z. B. der spätere Generaldirektor des Norddeutschen Lloyds Heinrich Wiegand zuvor als freier Rechtsanwalt Konsulent dieser Reederei.

### Zeit des Nationalsozialismus
Als Konsulent wurden auch von 1938 bis 1945 in der Zeit des Nationalsozialismus im Deutschen Reich jüdische Juristen bezeichnet, denen zwar die generelle Zulassung als Rechtsanwalt entzogen worden war, die aber die Genehmigung erhalten hatten, zumindest in wenigen verbliebenen Angelegenheiten andere Juden juristisch zu vertreten oder zu beraten.

## Österreich

### Ingenieure und Sachverständige
Neben den bereits im Abschnitt "Deutschland" beschriebenen Bedeutungen gibt es in Österreich die Bezeichnung Ingenieurkonsulent für Ziviltechniker sowie auch Konsulenten anderer Körperschaften (wie des Komponistenbundes oder Gemeindebundes etc.), die für bestimmte Aufgaben als Sachverständige fungieren. Beispiele derartiger Konsulenten sind z. B. Ernst Robetschek und Gerald Schöpfer.

### Konsulentals Ehrentitel
Als reiner Ehrentitel wird die Bezeichnung Konsulent in einigen österreichischen Bundesländern durch die Landesregierung verliehen. Der auf Landesebene vergebene Titel bildet damit in gewisser Weise die Entsprechung zu dem auf Bundesebene zuerkannten Berufstitel Professor, wie er vom Bundespräsidenten für besondere Leistungen vor allem in Kunst und Kultur verliehen wird.